# ジャイメ1世 (ブラガンサ公)
ジャイメ1世（Jaime I, Duque de Bragança, 1479年 - 1532年9月20日）は、ポルトガルの貴族、第4代ブラガンサ公。

## 生涯
第3代ブラガンサ公フェルナンド2世と、その2番目の妻でヴィゼウ公フェルナンド王子（ドゥアルテ1世の三男）の娘であるイザベルの間に次男として生まれた。王権の伸長を図る国王ジョアン2世によって、1483年に父フェルナンド2世が、翌1484年には母方の伯父であるヴィゼウ公ディオゴがそれぞれ謀反の罪を着せられて処刑された。ブラガンサ公爵家は所領を没収されたため、ジャイメとその家族は隣国カスティーリャに亡命せざるを得なかった。
1495年にジョアン2世が死去し、ヴィゼウ公を継いでいたディオゴの弟がマヌエル1世として王位に就くと、ブラガンサ公爵家は罪を許されて1498年に帰国した。帰国と同時に、ブラガンサ家は以前の所領の支配権および数々の称号を全て取り戻し、復権を果たした。同じ1498年8月にマヌエル1世の長男ミゲル・ダ・パスが誕生するまで、新王の甥で最も血縁の近い男子相続者だったジャイメは、ポルトガル王位の推定相続人として、短期間ながらポルトガル公（Príncipe de Portugal）の称号を帯びた。
ジャイメは1502年、アンダルシア地方の大貴族である第3代メディナ＝シドニア公爵フアン・アルフォンソ・ペレス・デ・グスマン（Juan Alonso Pérez de Guzmán y de Ribera）の娘レオノールを最初の妻に迎えた。しかし結婚から10年後の1512年、ジャイメは嫉妬心から妻を殺害させた（一説によれば、公爵は自ら妻を手にかけたという）。この殺害事件によりジャイメは勅勘をこうむるが、国王の許しを得るためジャイメは子飼いの私兵からなる遠征部隊を組織し、モロッコの大西洋岸の都市アゼムールを征服・献上して国王に許された。

## 子女
最初の妻レオノール・デ・グスマンとの間に、1男1女をもうけた。
- テオドジオ1世（1510年 - 1563年） - ブラガンサ公
- イザベル（1514年 - 1576年） - 1537年、ギマランイス公ドゥアルテと結婚

1520年に再婚したジョアナ・デ・メンドーサとの間に、8人の子女をもうけた。
- ジョアナ（1521年 - 1588年） - 1551年、第3代エルチェ侯爵ベルナルド・デ・カルデナスと結婚
- ジャイメ（1523年 - 1562年）
- エウジェニア（1525年 - 1559年） - 1549年、第2代フェレイラ侯爵フランシスコ・デ・メロと結婚
- マリア（1527年 - 1586年） - ヴィラ・ヴィソザ女子修道院長
- コンスタンティーノ（1528年 - 1575年） - ポルトガル領インド副王
- フルジェンシオ（1529年 - 1582年） - ギマランイス修道院長
- テオトニオ（1530年 - 1602年） - エヴォラ大司教
- ヴィセンカ（1532年 - 1603年） - ヴィラ・ヴィソザ女子修道院長